# Пантљичара
Пантљичаре (Cestodes) су класа пљоснатих црва која води искључиви ендопаразитски начин живота. Одрасле јединке живе у цреву човека и изазивају тешка обољења јер су веома патогене.
Тело им је издужено, дорзовентрално спљоштено (има облик пантљике) и подељено на велики број чланака (проглотиса) који заједно достижу дужину од 1 mm па до 10 m. на телу се разликују:
- предњи део је у облику сићушне главе (scolex);
- иза главе је сужење (вратни регион), који представља ембрионалну зону јер се у њему стално образују нови проглотиси; најмлађи проглотиси су они који су најближи вратном делу, а идући ка крају ланца чланци су све старији;
- низ проглотиса који се означава као ланац (стробила).

## Адаптације на паразитски начин живота
- пантљичаре су изгубиле цревни такт; храну узимају осмотским путем из црева домаћина преко целе површине тела; због тога се на површини тела образују трнолики израштаји који повећавају апсорпциону (упијајућу) површину;
- у њиховом телу су нађене материје које неутралишу дејство цревних ензима домаћина, иначе би биле сварене од стране домаћина;
- органи за причвршћивање су у облику пијавки и кукица и налазе се само на сколексу;
- полни систем је хермафродитан и добро је развијен (боље развијен него код метиља); сваки проглотис је готово потпуно испуњен полним органима, како мушким тако и женским; у предњим, младим чланцима полни систем још није функционалан, у средњим је функционалан (производе се полне ћелије), а задњи су потпуно испуњени оплођеним јајима; задњи чланци се откидају и из њих се ослобађају јаја, која са фецесом домаћина доспевају у спољашњу средину;
- развиће се одвија преко ларвалних облика; тако је трајни домаћин говеђе (Taenia saginata) и свињске пантљичаре (Taenia solium) човек, а прелазни домаћин је говече, односно свиња; 
  - оплођена јаја доспевају са фецесом домаћина у спољашњу средину, а затим у прелазног домаћина – свињу;
  - у цреву свиње излеже се ларва онкосфера;
  - ларва кукицама пробија црево, улази у крв и крвљу доспева у јетру, мишиће, плућа, мозак; ** у тим органима онкосфера се развија у бобицу (фину);
  - човек се зарази једући недовољно кувано или печено бобичаво месо па се у његовом цреву из бобице развије пантљичара.

Псећа пантљичара (лат. Echinococcus granulosus) као трајног домаћина има пса, а као прелазни домаћин је човек. Цисте (ларве) псеће пантљичаре могу у телу човека изазвати тешке, некада смртоносне последице.